# 東隨安左郡
東隨安左郡，中国南北朝时设置的郡。
刘宋时设東隨安左郡，后来废除。南朝齐武帝永明八年（490年）之前重置東隨安左郡，属司州。治所在今湖北省广水市东北，辖境约在今湖北省随州市、广水市相邻地区。下辖西随县、高城县、牢山县。与北隨安左郡相区别称之为東隨安左郡。南梁改为東隨郡，北魏改为东随县。